# Mar Salgado (telenovela)
Mar Salgado é uma telenovela portuguesa produzida pela SP Televisão que foi exibida pela SIC de 15 de setembro de 2014 a 18 de setembro de 2015, substituindo Sol de Inverno e sendo substituída por Coração d'Ouro. É a "17.ª novela" do canal, sendo a terceira resultante da sua parceria com a TV Globo.
Escrita por Inês Gomes com a supervisão de Fausto Galvão, tem a colaboração de Vasco Monteiro, Ana Morgado, Ana Vasques, Cândida Ribeiro, Filipa Poppe, José Pinto Carneiro e Mafalda Ferreira como guionistas, a direção de Patrícia Sequeira, a direção de elenco de Marco Medeiros e a direção de produção de Alexandre Hachmeister.
Conta com Margarida Vila-Nova, Ricardo Pereira, Joana Santos, José Fidalgo, Joaquim Horta, Maria João Pinho, Inês Aguiar, Catarina Rebelo e João Maneira nos papéis principais.

## Sinopse
Leonor Trigo tem dezesseis anos quando se apaixona por Gonçalo, um homem de 24 anos e piloto de motos famoso, acabando por engravidar de gémeos. Como percebe que Gonçalo nunca aceitará ser pai, esconde a gravidez de todos. Quando está de nove meses, o seu pai, Alberto Trigo, descobre o que se passa e exige que Gonçalo assuma as suas responsabilidades. Gonçalo entra em pânico, com medo de um processo judicial e com a certeza de que um escândalo destes irá afastar os patrocinadores e causar-lhe problemas graves na família.
Gonçalo recorre a um amigo médico e alicia Patrícia Santos, a melhor amiga de Leonor, para o ajudar. O parto é feito na clínica do seu amigo, com o apoio da mulher do médico, Alice Amorim, que é enfermeira. Leonor está inconsciente enquanto o parto é feito. Quando acorda, não lhe dizem que eram gémeos e garantem que o bebé nasceu morto. Um dos bebés (a rapariga) é entregue à irmã de Gonçalo – Amélia – que não podia ter filhos. A outra criança (o rapaz) é deixada por Patrícia numa igreja.
Dezesseis anos depois, Leonor Trigo (32) é instrutora de mergulho nos Emirados Árabes, mas nunca conseguiu esquecer a noite do parto e é um choque quando Alice lhe aparece a contar a verdade. Todas as certezas que Leonor tinha são abaladas ao saber que deu à luz duas crianças saudáveis e que o mais provável é estarem vivas. Ela não hesita e decide de imediato voltar a Portugal para procurar os filhos e vingar-se de quem lhe mentiu.
Patrícia Santos (34) entretanto casou com Gonçalo Queiroz (39) e já têm uma filha, “Kika” Queiroz (14). Patrícia usou o que sabia para chantageá-lo e obrigá-lo a casar-se com ela. Eles ficam em pânico quando percebem que Leonor voltou e sabe a verdade. Tudo fazem para tentar silenciá-la por todos os meios possíveis.
Quando chega a Portugal, Leonor também reencontra André Queiroz (34). Ela foi a primeira grande paixão de André, que nunca a esqueceu verdadeiramente. Leonor aproxima-se dele para saber informações sobre os filhos. Pretende apenas usá-lo, mas os dois acabam por se apaixonar e viver uma história de amor.

## Elenco

### Elenco principal
| Ator/Atriz          | Personagem                      |
| ------------------- | ------------------------------- |
| Margarida Vila-Nova | Leonor Fialho Trigo             |
| Ricardo Pereira     | André Cardoso Queiroz           |
| Joana Santos        | Maria Patrícia Santos Queiroz   |
| José Fidalgo        | Gonçalo Cardoso Queiroz         |
| Joaquim Horta       | Martim Vaz                      |
| Maria João Pinho    | Amélia Cardoso Queiroz Vaz      |
| Inês Aguiar         | Carlota Queiroz Vaz             |
| Catarina Rebelo     | Frederica «Kika» Santos Queiroz |
| João Maneira        | Tiago Cunha                     |

### Elenco recorrente
| Ator/Atriz              | Personagem                   |
| ----------------------- | ---------------------------- |
| António Capelo          | Frederico Queiroz            |
| Custódia Gallego        | Antónia Cardoso Queiroz      |
| Inês Castel-Branco      | Cristina «Tina» Maria Santos |
| João Ricardo            | Bento Correia                |
| Margarida Carpinteiro   | Adelaide Santos              |
| Sofia Sá da Bandeira    | Catarina Cunha               |
| João Baião              | Rogério Manuel Santos        |
| Maria João Abreu        | Cremilde Santos              |
| Ricardo Carriço         | Sebastião Cardoso            |
| Sandra Barata Belo      | Júlia Rocha                  |
| Gonçalo Diniz           | João «Joni» Loureiro         |
| Rosa do Canto           | Laurinda Correia Pelicano    |
| António Cordeiro        | Henrique Pelicano            |
| António Fonseca         | João Pimenta                 |
| Ângela Pinto            | Idalina Pimenta              |
| Bárbara Norton de Matos | Sara Teixeira                |
| Rúben Gomes             | Daniel Lopes                 |
| Liliana Santos          | Eva Correia Pelicano         |
| Luís Barros             | Filipe Correia Pelicano      |
| Sisley Dias             | Diogo Fialho Trigo           |
| Ana Guiomar             | Vitória Pimenta              |
| Manuel Sá Pessoa        | Nuno Morais                  |
| Débora Monteiro         | Rute Lopes                   |
| Marco Costa             | Xavier Rocha                 |
| José Mata               | Mateus Correia Pelicano      |
| Filipa Areosa           | Madalena Correia Pelicano    |
| Tiago Teotónio Pereira  | Messias Pimenta              |
| Diana Nicolau           | Sílvia Lopes                 |
| João Arrais             | Pedro Pimenta                |
| Raquel Oliveira         | Elsa Rocha                   |
| Afonso Lopes            | Hugo Lopes                   |

### Participações Especiais
| Ator/Atriz       | Personagem                      |
| ---------------- | ------------------------------- |
| Ângelo Rodrigues | Miguel Castro                   |
| Benedita Pereira | Vera                            |
| José Raposo      | Alberto Trigo                   |
| Rita Loureiro    | Alice Amorim                    |
| João Perry       | Padre Agostinho                 |
| Rogério Samora   | Vicente Cruz / Alberto Silveira |
| Cláudia Vieira   | Beatriz Lacerda                 |

### Elenco Adicional
- Adérito Lopes - COS (Comandante das Operações de Socorro) de Setúbal
- Alexandra Sargento
- Alexandre da Silva
- Amílcar Azenha - Segurança do Centro de Acolhimento
- Ana Varela - Marta (amante de Gonçalo)
- Ana Cunha - Marisa (enfermeira) (último episódio)
- Ana Ribeiro
- Andreas Piper
- Andreia Dinis - Helena Amaral
- António Camelier
- Augusto Portela - Dr. Ferreira da Silva
- Bruno Bravo
- Carlos Barradas - Apresentador da homenagem a Frederico
- Carlos Freixo - Juíz
- Carlos Oliveira - Tomás
- Cátia Ribeiro - Aurora
- Cleia Almeida - Maria Rita
- Cristina Cavalinhos
- Coio Só - Luís (colega de André na 'Happy')
- Diogo Faria - Amante de Ricardo que é apanhado com ele no quarto do Hotel
- Eva Barros - Jornalista
- Fátima Custódia - Isabel (empregada dos Pelicano)
- Frederico Amaral - Leonel (filho de Marafona)
- Io Apolloni - Trabalhadora do registo civil (mulher que casa Tiago e Carlota)
- Isabel Leitão - Cândida
- Joana Aguiar - Carlota Queiroz Vaz (substituta temporária de Inês Aguiar, durante o período em que esta se encontrava doente)/ faz também uma participação no final da novela como a irmã gémea de Carlota, Cláudia
- Joana Barradas - Vanessa
- Joana Marnoto
- João Craveiro
- João Montez - Rúben (prostituto contratado por Joni para ir a casa de Tina)
- João Veloso
- João Vicente - Comandante da Marinha (namorado de Vitória)
- José Mora Ramos
- Jorge Oliveira - Médico do hospital militar que trata Leonor
- Júlia Fragata - Conceição (empregada dos Queiroz)
- Gonçalo Ferreira
- Hana Sofia Lopes - Camila
- Hélder Gamboa
- Iolanda Laranjeiro
- Inês Candeias
- Inês Nogueira
- Lourenço Seruya - Jornalista que entrevista Gonçalo
- Luís Lobão
- Paulo Duarte Ribeiro - homem que trabalha no cemitério e ajuda Gonçalo em troca de dinheiro
- Márcia Leal
- Marco Mendonça
- Maria Frade - Emília (funcionária do Centro de Acolhimento que fala com Leonor)
- Maria D'Aires - Dra. Graça Correia
- Marisa Matos
- Marques D'Arede - juiz
- Martim Pedroso - Samuel (amante de Antónia)
- Miguel Damião - Duarte Amorim
- Miguel Moreira - Médico que trata Tiago
- Miguel Romeira
- Mouzinho Larguinho - pescador (episódio 298)
- Nuno Machado
- Nuno Pardal - Rodrigo Vaz (irmão de Martim)
- Nuno Távora - Inspector
- Paula Farinhas
- Pedro Luzindro - Carlos (fotógrafo amigo de Gonçalo)
- Pedro Pernas - Inspector PJ
- Pedro Wilson - Lucas (amigo de Xavier)
- Raquel Strada - Reporter
- Rita Alagão - Filomena
- Salvador Nery - Guilherme
- Sofia Cerveira - Dra. Joana Alves
- Susana Arrais - Irene
- Susana Cacela - Maria (mulher de Bento)
- Susana Leandro - Natália (secretária de Gonçalo)
- Susana Vitorino - Vanda (cliente de Tina no mercado)
- Teresa Faria - Vizinha de Leonor
- Tina Barbosa - Cliente do mercado
- Rosinda Costa
- Viriato Quintela - Inspector PJ
- Victor Gonçalves
- Vítor Andrade - Ricardo (namorado de Eva)

## Produção
A novela teve "Lágrimas de Sal" como título provisório.
As gravações decorreram nos estúdios da SP Televisão, em Troia e em Setúbal. Foram gravados 341 episódios de produção.

## Exibição
Mar Salgado estreou na 1.ª faixa de novelas a 15 de setembro de 2014, em substituição de Sol de Inverno. Terminou a 18 de setembro de 2015, com 317 episódios de exibição, sendo substituída por Coração d'Ouro.
A telenovela foi reexibida pela SIC de 26 de fevereiro de 2018 a 1 de maio de 2019, ocupando o horário das 14h45 às 15h35, substituindo a reposição Sol de Inverno, que foi transferida para o horário das 16h15. Foi substituída pela reposição de Amor Maior.

### Transmissão internacional
Foi exibida no Brasil através da SIC Internacional de 13 de abril de 2015 a 31 de Janeiro de 2016 substituindo "Sol de Inverno" no horário das 17h30, com repetição às 21h00 (horário de Brasília), e sendo substituída por "Coração d'Ouro".
| País     | Canal             | Título adaptado | Estreia                 | Final                  |
| -------- | ----------------- | --------------- | ----------------------- | ---------------------- |
| Portugal | SIC               | Mar Salgado     | 15 de setembro de 2014  | 18 de setembro de 2015 |
| Brasil   | SIC Internacional | Mar Salgado     | 13 de abril de 2015     | 31 de janeiro de 2016  |
| Portugal | SIC               | Mar Salgado     | 26 de fevereiro de 2018 | 1 de maio de 2019      |

### Transmissão na OPTO
Com o lançamento da OPTO, a plataforma de streaming da SIC, a 24 de novembro de 2020, a novela foi disponibilizada com os seus 341 episódios de produção. Posteriormente, estreará em 2023 num canal FAST inserido na OPTO.

## Versões
- El Amor Invencible - Telenovela produzida pela Las Estrellas em 2023 e protagonizada por Angelique Boyer, Danilo Carrera, Daniel Elbittar e Marlene Favela.[8]

## Audiência
O seu 1.º episódio teve em média 14,8% de audiência média e 29,1% de quota de mercado, com 1 milhão e 438 mil espectadores, tornando-se o segundo programa mais visto do dia, apenas atrás de Sol de Inverno.
Em Setembro, o maior valor em audiência registado foi no dia 25. Ao 10.º episódio a novela registou 16,5% de rating e 33,9% de share. Ou seja, aproximadamente 1 milhão e 596 mil espectadores acompanharam o episódio.
Em Outubro, o maior valor em audiência registado foi no dia 6. No 19.º episódio a novela registou 16,9% de rating e 33,6% de share. Ou seja, aproximadamente 1 milhão e 636 mil espectadores acompanharam o episódio.
Em Dezembro, o maior valor em audiência registado foi no dia 16. No 80.º episódio a novela registou 17,0% de rating e 32,4% de share. Ou seja, aproximadamente 1 milhão e 648 mil espectadores acompanharam o episódio.
Já o maior valor em audiência registado da novela até então foi no dia 29. Ao 89.º episódio a novela registou 19,0% de rating e 35,7% de share. Ou seja, aproximadamente 1 milhão e 839 mil espectadores acompanharam o episódio. Até essa data, esse tinha sido o episódio mais visto desde o final de Dancin' Days (2013).
A 31 de Dezembro de 2014, a SIC exibiu um episódio especial que mostrou o tão esperado encontro entre Leonor e a filha Carlota. O episódio perdeu para a concorrência e registou um dos resultados mais fracos (em audiência média) da novela com 11,2% e 29,7% de share.
Em Janeiro de 2015, o maior valor registado foi no dia 2. No 92.º episódio a novela registou 18,5% de rating e 37,0% de share. Ou seja, aproximadamente 1 milhão e 789 mil espectadores acompanharam o episódio.
Em Março, o maior valor em audiência registado foi no dia 18. No 157.º episódio a novela registou 17,4% de rating e 34,5% de share. Ou seja, aproximadamente 1 milhão e 682 mil espectadores acompanharam o episódio.
Em Setembro, se aproximando dos últimos episódios, o maior valor em audiência registado foi no dia 1. No 303.º episódio a novela registou 17,8% de rating e 35,0% de share. Ou seja, aproximadamente 1 milhão e 725 mil espectadores acompanharam o episódio.
O último episódio, exibido numa sexta-feira, dia 18 de setembro, registou o melhor resultado de audiência média de sempre de uma novela da SIC com 19,6%. A novela conseguiu também o melhor share de sempre duma novela na era da GFK, com 42,8%. O episódio que demonstrou o desfecho de várias personagens, foi visto em média por 1 milhão e 900 mil espectadores.
Mar Salgado acaba com uma média de 1 milhão e 470 mil espectadores ao longo de 317 episódios. Foi a segunda novela mais vista de sempre da SIC, perdendo apenas para Dancin' Days.
| Média | Média     | Episódios exibidos | Rating | Share |
| ----- | --------- | ------------------ | ------ | ----- |
| 2014  | Setembro  | 14                 | 15,0%  | 31,1% |
| 2014  | Outubro   | 27                 | 14,8%  | 30,4% |
| 2014  | Novembro  | 25                 | 14,4%  | 29,7% |
| 2014  | Dezembro  | 25                 | 15,2%  | 31,4% |
| 2015  | Janeiro   | 26                 | 16,6%  | 33,1% |
| 2015  | Fevereiro | 24                 | 15,9%  | 32,0% |
| 2015  | Março     | 29                 | 15,7%  | 31,6% |
| 2015  | Abril     | 27                 | 15,5%  | 31,5% |
| 2015  | Maio      | 26                 | 15,1%  | 31,3% |
| 2015  | Junho     | 26                 | 14,6%  | 31,3% |
| 2015  | Julho     | 27                 | 14,3%  | 31,2% |
| 2015  | Agosto    | 26                 | 14,3%  | 31,7% |
| 2015  | Setembro  | 15                 | 16,0%  | 32,7% |
| Total | Total     | 317                | 15,2%  | 31,5% |

| Recordes | Rating | Share |
| -------- | ------ | ----- |
| Positivo | 19,6%  | 42,8% |
| Negativo | 10,5%  | 21,2% |

## Banda sonora
A banda sonora original da telenovela foi lançada a 1 de junho de 2015. O CD traz 16 canções, incluindo o tema principal da produção.
| N.º | Título                      | Música                     | Personagem           | Duração |  |
| 1.  | "Mar Salgado"               | Amor Electro               | Genérico             |         |  |
| 2.  | "De Madrugada (Tu e Eu)"    | Xutos e Pontapés           |                      |         |  |
| 3.  | "A Casa da Mariquinhas"     | Gisela João                |                      |         |  |
| 4.  | "É ou não é"                | Mariza                     |                      |         |  |
| 5.  | "Quem de Nós Dois"          | Paulo Gonzo e Ana Carolina | Leonor e André       |         |  |
| 6.  | "Plastic Flowers"           | Sara Paço                  |                      |         |  |
| 7.  | "Vayorken"                  | Capicua                    |                      |         |  |
| 8.  | "Brinca na Barriga"         | SirAiva e Pacman           |                      |         |  |
| 9.  | "I Feel Alive"              | Like Us                    |                      |         |  |
| 10. | "Beautiful Night"           | Sara Chaves                | Sílvia e Diogo       |         |  |
| 11. | "O Meu Mundo"               | Ricardo Carriço            | Sebastião e Madalena |         |  |
| 12. | "Tenho Barcos, Tenho Remos" | Os Golpes                  |                      |         |  |
| 13. | "Backyard Girl"             | Happy Mess                 | Sílvia e Diogo       |         |  |
| 14. | "História do Zé Passarinho" | Ala dos Namorados          |                      |         |  |
| 15. | "O Peixe"                   | Quim Barreiros             |                      |         |  |
| 16. | "És Perigosa"               | Sérgio Rossi               | Rute                 |         |  |

### Faixas Não Incluídas
- Diogo Piçarra - Tu e eu
- Haddaway - What is Love
- Capicua - Sereia Louca
- Ben Cocks - The Dance is Over (Tema de Beatriz)

## Prémios
| Ano  | Prémio                                               | Categoria                               | Por                | Resultado   |
| ---- | ---------------------------------------------------- | --------------------------------------- | ------------------ | ----------- |
| 2014 | The FreshTV (Fiction) conference @MipCom             | Apresentação internacional em exclusivo | Mar Salgado        | Selecionado |
| 2014 | 1ª Edição dos Prémios Áquila                         | Melhor Telenovela                       | Mar Salgado        | Indicado    |
| 2014 | 1ª Edição dos Prémios Áquila                         | Melhor Atriz Secundária em Televisão    | Inês Castel-Branco | Indicado    |
| 2016 | 5º New York Festivals International TV & Film Awards | Telenovela                              | Mar Salgado        | Venceu      |
| 2016 | 1ª Edição dos Prémios SIC Blogue                     | Melhor Telenovela Portuguesa            | Mar Salgado        | Venceu      |
| 2017 | 11º WorldMediaFestival                               | Entretenimento                          | Mar Salgado        | Venceu      |